# Ternstroemia landae
Ternstroemia landae là một loài thực vật thuộc họ Theaceae. Đây là loài đặc hữu của Honduras.